# Славиеви гори (Родопи)
„Славиеви гори (Родопи)“ е месечно списание за народни умотворения, наука и обществени знания.
Издавано е в периода април – декември 1894 г. от Стою Шишков в село Орехово, област Смолян. Печата се в печатница „Стара планина“ на Ив. Андреев в Пловдив.
Представлява научно-популярно краеведско списание. Задачата му е да изучава Родопите във всестранно отношение. Съдържа стихове и разкази, български и чужди изследвания на Родопите (география, бит, история), биографии на местни дейци, нпродопис, кнпгопис и др.